# Tetjana Perebyjnis
Tetjana Jurijiwna Perebyjnis (ukrainisch Тетяна Юріївна Перебийніс, auch Tatiana Perebiynis; * 15. Dezember 1982 in Charkiw, Ukrainische SSR) ist eine ehemalige ukrainische Tennisspielerin.

## Karriere
Im Jahr 2000 erreichte sie im Juniorinnen-Wettbewerb der Wimbledon Championships das Einzelfinale und gewann den Titel im Doppel. Im selben Jahr erreichte sie dort mit ihrem Partner Paul Hanley auch das Mixed-Finale, in dem sie Mahesh Bhupathi und Mary Pierce mit 4:6 und 2:6 unterlagen. 2006 stand sie mit ihrer Landsfrau und Doppelpartnerin Juliana Fedak wiederum im Halbfinale von Wimbledon, sie verloren die Partie gegen Paola Suárez und Virginia Ruano Pascual.
Im Gegensatz zu den Doppelkonkurrenzen, bei denen sie auf der WTA Tour auf sechs Titel kam, konnte Perebyjnis dort im Einzel keinen Turniersieg für sich verbuchen.
Bei ihren 22 Partien für die ukrainische Fed-Cup-Mannschaft zwischen 1999 und 2008 kam sie auf zehn Siege, vier im Einzel und sechs im Doppel.
Ihr letztes offizielles Match spielte sie 2009 in Wimbledon.
2005 heiratete Tetjana Perebyjnis ihren Trainer Dmitri „Dima“ Sadoroschny.

## Turniersiege

### Einzel
| Nr. | Datum           | Turnier       | Kategorie   | Belag     | Finalgegnerin        | Ergebnis      |
| --- | --------------- | ------------- | ----------- | --------- | -------------------- | ------------- |
| 1.  | 8. August 1999  | Charkiw       | ITF $25.000 | Sand      | Hanna Saporoschanowa | 6:3, 6:3      |
| 2.  | 20. August 2000 | Istanbul      | ITF $50.000 | Hartplatz | Miroslava Vavrinec   | 6:4, 6:3      |
| 3.  | 11. Mai 2003    | Saint Gaudens | ITF $75.000 | Sand      | Renata Voráčová      | 6:1, 6:4      |
| 4.  | 20. Mai 2007    | Saint Gaudens | ITF $50.000 | Sand      | Petra Cetkovská      | 5:7, 7:5, 7:5 |

### Doppel
| Nr. | Datum            | Turnier       | Kategorie    | Belag             | Partnerin             | Finalgegnerinnen                                       | Ergebnis           |
| --- | ---------------- | ------------- | ------------ | ----------------- | --------------------- | ------------------------------------------------------ | ------------------ |
| 1.  | 6. Februar 1999  | Istanbul      | ITF $10.000  | Hartplatz (Halle) | Iroda Toʻlaganova     | Nadseja Astrouskaja Alienor Tricerri                   | 6:3, 6:4           |
| 2.  | 7. August 1999   | Charkiw       | ITF $25.000  | Sand              | Nadseja Astrouskaja   | Jekaterina Syssojewa Zuzana Váleková                   | 5:7, 6:3, 6:3      |
| 3.  | 7. Oktober 2000  | Batumi        | ITF $75.000  | Sand              | Tazzjana Putschak     | Mariana Díaz-Oliva Eva Dyrberg                         | 1:4, 4:2, 4:1, 4:2 |
| 4.  | 16. Juni 2002    | Taschkent     | WTA Tier IV  | Hartplatz         | Tazzjana Putschak     | Mia Buric Galina Fokina                                | 7:5, 6:2           |
| 5.  | 10. Mai 2003     | Saint Gaudens | ITF $75.000  | Sand              | Evgenia Koulikovskaya | Tazzjana Putschak Anastassija Rodionowa                | 7:68, 6:3          |
| 6.  | 2. August 2003   | Sopot         | WTA Tier III | Sand              | Silvija Talaja        | Maret Ani Libuše Průšová                               | 6:4, 6:2           |
| 7.  | 26. Februar 2005 | Acapulco      | WTA Tier III | Sand              | Alina Schidkowa       | Rosa María Andrés Rodríguez Conchita Martínez Granados | 7:5, 6:3           |
| 8.  | 1. Mai 2005      | Warschau      | WTA Tier II  | Sand              | Barbora Strýcová      | Klaudia Jans Alicja Rosolska                           | 6:1, 6:4           |
| 9.  | 6. Mai 2007      | Warschau      | WTA Tier II  | Sand              | Wera Duschewina       | Jelena Lichowzewa Jelena Wesnina                       | 7:5, 3:6, [10:2]   |
| 10. | 24. Mai 2008     | Straßburg     | WTA Tier III | Sand              | Yan Zi                | Chan Yung-jan Chuang Chia-jung                         | 6:4, 6:73, [10:6]  |

## Abschneiden bei Grand-Slam-Turnieren

### Einzel
| Turnier         | 2001 | 2002 | 2003 | 2004 | 2005 | 2006 | 2007 | 2008 | 2009 | Karriere |
| --------------- | ---- | ---- | ---- | ---- | ---- | ---- | ---- | ---- | ---- | -------- |
| Australian Open | —    | —    | —    | 1    | 2    | —    | —    | 2    | —    | 2        |
| French Open     | —    | —    | 1    | 3    | 1    | —    | —    | 1    | —    | 3        |
| Wimbledon       | —    | 1    | 2    | 3    | 1    | —    | 2    | 2    | 1    | 3        |
| US Open         | 1    | —    | 2    | 1    | —    | —    | 1    | 3    | —    | 3        |

### Doppel
| Turnier         | 2001 | 2002 | 2003 | 2004 | 2005 | 2006 | 2007 | 2008 | 2009 | Karriere |
| --------------- | ---- | ---- | ---- | ---- | ---- | ---- | ---- | ---- | ---- | -------- |
| Australian Open | —    | 1    | 1    | 1    | 1    | —    | 1    | AF   | —    | AF       |
| French Open     | —    | 2    | 1    | 2    | 1    | —    | AF   | 1    | —    | AF       |
| Wimbledon       | 1    | 2    | 1    | —    | 2    | HF   | 1    | 2    | 2    | HF       |
| US Open         | 2    | 1    | 2    | 1    | —    | 1    | 2    | 1    | —    | 2        |